# Simpson Horror Show XXXIV
Simpson Horror Show XXXIV est un épisode de la série télévisée d'animation Les Simpson. Il s'agit du cinquième épisode de la trente-cinquième saison et du 755e de la série.

## Réception
Lors de sa première diffusion, l'épisode a attiré 4,38 million de téléspectateurs.